# 德妮亚·卡瓦列罗
德妮亚·卡瓦列罗（Denia Caballero Ponce，1990年1月13日—）是一名古巴女子铁饼运动员，最佳成绩是2015年创造的70.65米。获得2011年泛美运动会女子铁饼铜牌。她还赢得2015年世界田径锦标赛金牌（69.28米），2016年里约奥运会铜牌（65.34米）。

## 个人最佳成绩
| 项目 | 成绩    | 城市     | 日期          |
| ---- | ------- | -------- | ------------- |
| 铁饼 | 70.65 m | 毕尔巴鄂 | 2015年6月20日 |
| 链球 | 64.32 m | 哈瓦那   | 2008年2月8日  |